# Biclonuncaria alota
Biclonuncaria alota är en fjärilsart som beskrevs av Józef Razowski och Becker 1993. Biclonuncaria alota ingår i släktet Biclonuncaria och familjen vecklare. Inga underarter finns listade i Catalogue of Life.